# Caradrina salzi
Caradrina salzi là một loài bướm đêm trong họ Noctuidae.